# Луций Муммий (претор)
Луций Муммий (лат. Lucius Mummius; умер после 145 года до н. э.) — римский политический деятель из плебейского рода Муммиев, народный трибун 187 года до н. э. и претор 177 года до н. э. Участник сципионовских процессов 180-х годов до н. э.

## Биография
Луций Муммий принадлежал к незнатному плебейскому роду Муммиев, представители которого на тот момент ни разу ещё не достигали консулата. Согласно Капитолийским фастам, его отец носил тот же преномен — Луций.
Первое упоминание о Луции Муммии относится к 187 году до н. э., когда он был народным трибуном вместе со своим братом или кузеном Квинтом Муммием. В это время в Риме разгорался скандал, связанный с «деньгах Антиоха»: нескольких видных военачальников обвиняли в присвоении части контрибуции, полученной ими по итогам Сирийской войны. Муммии высказались против предложения двух других трибунов братьев Петилиев поручить одному из преторов расследование об этих деньгах, направленное против Публия Корнелия Сципиона Африканского; Луций и Квинт считали, что вести следствие должен сенат. Однако стоявший за Петилиями Марк Порций Катон произнёс речь в защиту их предложения и, по словам Тита Ливия, «своим влиянием удержал трибунов Муммиев от противодействия».
В 177 году до н. э. Луций Муммий стал претором и получил в управление Сардинию, где в это время восстали против Рима племена илийцев и баларов. На остров он так и не отправился: римскую армию в этой войне возглавил консул Тиберий Семпроний Гракх. На Луция Муммия же была возложена обязанность вести следствие в отношении тех союзников, которые не подчинились указу об обязательном возвращении из Рима в свои родные города.
В последний раз Луций упоминается в источниках в связи с событиями 146—145 годов до н. э., когда он должен был достигнуть уже 70-летнего возраста. В это время римляне одержали победу в Ахейской войне, и Муммия, согласно сообщению Зонары, включили в состав комиссии из десяти легатов, которые должны были организовать новый послевоенный порядок в Греции. Децемвиры распустили все союзы на территории Греции (Ахейский, Локридский, Эвбейский, Фокейский, Беотийский). Демократические конституции во всех городах были отменены, римляне приняли меры для изоляции отдельных общин (в частности, нельзя было иметь собственность одновременно в нескольких городах), а те общины, которые воевали с Римом, обязаны были выплатить контрибуции. В военном отношении вся Греция теперь подчинялась римскому наместнику Македонии и фактически становилась частью этой провинции.
Сыновьями Луция Муммия были Луций, консул 146 года до н. э. и завоеватель Греции, получивший за свои победы агномен Ахаик (Achaicus), и Спурий, друг Публия Корнелия Сципиона Эмилиана. Его отдалённым потомком по женской линии был император Рима в 68—69 годах н. э. Сервий Сульпиций Гальба.